# Witold Golnik
Witold Władysław Golnik (ur. 17 czerwca 1939 w Częstochowie) – polski weterynarz, dr hab. nauk weterynaryjnych, prof.

## Życiorys
Studiował na Wydziale Weterynaryjnym Szkole Głównej Gospodarstwa Wiejskiego w Warszawie, następnie po odbyciu stażu rozpoczął doktoranckie studia w Zakładzie Chorób Drobiu Katedry Epizootiologii na Wydziale Weterynaryjnym Szkole Głównej Gospodarstwa Wiejskiego w Warszawie. W 1969 obronił pracę doktorską. Od 1973 pracował na Wydziale Medycyny Weterynaryjnej Uniwersytetu Przyrodniczego we Wrocławiu.  W 1980 nadano mu stopień doktora habilitowanego. 19 listopada 1993 otrzymał tytuł profesora nadzwyczajnego w zakresie nauk weterynaryjnych.
Pracował w Katedrze Anatomii Patologicznej, Patofizjologii, Mikrobiologii i Weterynarii Sądowej na Wydziale Medycyny Weterynaryjnej Uniwersytetu Przyrodniczego we Wrocławiu oraz był członkiem Komitetu Nauk Weterynaryjnych na V Wydziale - Nauk Rolniczych, Leśnych i Weterynaryjnych Polskiej Akademii Nauk.